# 道拉特坎烏帕齊拉
道拉德坎乌帕齐拉是孟加拉国波拉縣的一个乌帕齐拉，位於巴里薩爾专区的波拉縣。。

## 人口
據1991年孟加拉國人口普查，道拉德坎共有戶數29,233戶，人口153458人。其中男性佔比52.54%，女性佔比47.46%；成年人口69,112人。該地7歲以上人口之平均識字率為24.5%，低於全國平均值（32.4%）。